# Francis X. McCarthy
Francis Xavier McCarthy (* 15. Februar 1942), auch bekannt als Frank McCarthy, ist ein US-amerikanischer Schauspieler.

## Werdegang
Francis X. McCarthy begann seine Karriere als Schauspieler 1979. Seitdem ist er in Filmen wie Der Mann mit zwei Gehirnen (1983), Deep Impact (1998) und Interstellar (2014) aufgetreten. Darüber hinaus war er in Serien wie 21 Jump Street (1987) oder in Miniserien wie 10.5 – Apokalypse (2006) zu sehen. Sein Schaffen umfasst mehr als 130 Produktionen.

## Filmografie (Auswahl)

### Filme
- 1979: A Last Cry for Help (Fernsehfilm)
- 1980: Alcatraz (Fernsehfilm)
- 1981: Cutter’s Way – Keine Gnade (Cutter’s Way)
- 1983: Der Mann mit zwei Gehirnen (The Man with Two Brains)
- 1985: Ein total verrückter Sommer (Summer Rental)
- 1987: Summer School
- 1988: Action Jackson
- 1988: Spacecop L.A. 1991 (Alien Nation)
- 1990: Das Grauen hat viele Gesichter (Night Visions, Fernsehfilm)
- 1994: Schatten des Verfolgers (Shadow of Obsession, Fernsehfilm)
- 1997: Das Relikt (The Relic)
- 1998: Deep Impact
- 1998: Die Sportskanonen (BASEketball)
- 2012: Imaginaerum by Nightwish
- 2013: CAT. 8 – Wenn die Erde verglüht… (CAT. 8) (Fernsehfilm)
- 2014: Interstellar
- 2015: Angel of Christmas (Fernsehfilm)
- 2018: Die Berufung – Ihr Kampf für Gerechtigkeit (On the Basis of Sex)

### Serien
- 1984: Trio mit vier Fäusten (Riptide)
- 1987: 21 Jump Street – Tatort Klassenzimmer (21 Jump Street, 4 Episoden)
- 1995: Melrose Place (7 Episoden)
- 1998: Practice – Die Anwälte (The Practice, 5 Episoden)
- 2006: 10.5 – Apokalypse (10.5: Apocalypse, Miniserie)
- 2007: Erster auf dem Mars (Race to Mars, Miniserie)
- 2015: Motive (5 Episoden)
- 2016: Second Chance (4 Episoden)
- 2019: Dear White People (2 Episoden)
- seit 2022: Navy CIS (Fernsehserie)